# Implikatura
Implikatura konwersacyjna („znaczenie implikowane”) – termin Paula Grice'a oznaczający sens niedosłowny i niekonwencjonalny pewnych wypowiedzi. Implikatury różnią się zarówno od takich znaczeń wypowiedzi, które są generowane i rozumiane w ramach kodu językowego, jak i takich, które są jedynie presuponowane. Sygnałem pojawienia się implikatury jest m.in. ostentacyjne naruszenie przez jednego z uczestników komunikacji reguły konwersacyjnej. Wypowiedź wyłamująca się z reguł konwersacji, jeśli jest taka intencjonalnie (a nie jest wynikiem pomyłki bądź nieporozumienia), niesie ze sobą szczególne, aluzyjne znaczenie (właśnie implikaturę), które odbiorca powinien potrafić rozszyfrować. Na przykład w wymianie zdań: – Chciałbym wyjechać na Teneryfę. – A ja chciałbym dostać Nagrodę Nobla., drugie zdanie zawiera implikowane znaczenie 'twój wyjazd na Teneryfę jest marzeniem, którego nie da się zrealizować'.
Grice wyróżnił dwa typy implikatur:
1. implikatury ogólne – do ich zrozumienia nie jest potrzebna znajomość kontekstu (wystarczy świadomość, że mamy do czynienia z implikaturą)
2. implikatury szczegółowe – do ich zrozumienia konieczna jest znajomość kontekstu, w jakim zostały wypowiedziane (np. zdanie W zeszłym tygodniu odpoczywałem. w dialogu:  – Czy przeczytałeś już "Wojnę i pokój"? – W zeszłym tygodniu odpoczywałem.)